# Jacek Świątkowski (matematyk)
Jacek Aleksander Świątkowski (ur. 21 listopada 1963 we Wrocławiu) – polski matematyk.

## Życiorys
Studia matematyczne ukończył na Uniwersytecie Wrocławskim w 1987. Następnie podjął pracę na macierzystej uczelni. Doktoryzował się w 1994 na podstawie dwuczęściowej pracy „O wymiarze asymptotycznym grup dyskretnych” i „Symetryczne kompleksy o niedodatniej krzywiźnie” napisanej pod kierunkiem Lecha Tadeusza Januszkiewicza, habilitował w 2001 na podstawie pracy „Grupy automorfizmów kompleksów
wielościennych i własność (T) Kazhdana”. W 2004 mianowany profesorem nadzwyczajnym, w 2009 otrzymał tytuł profesora nauk matematycznych.
Zajmuje się geometryczną teorią grup oraz topologią kontaktową wymiaru trzy.
W 2012 otrzymał Nagrodę im. Stefana Banacha.